# Trivialna grupa
Trivialna grupa je v matematiki vsaka grupa z enim samim elementom. Vse take grupe so izomorfne. Element trivialne grupe je nevtralni element, zato ga običajno označimo z {\displaystyle 0}, {\displaystyle 1} ali {\displaystyle e}; odvisno od konteksta. Če operacijo na grupi označimo z {\displaystyle \star }, potem je definirana z {\displaystyle e\star e=e}.
Podobno definiran trivialni monoid je vedno tudi grupa, saj je njegov edini element samemu sebi inverz.
Trivialna grupa se razlikuje od prazne množice po tem, da ima vedno element, saj grupa po definiciji ne more biti prazna.

## Definicije
Naj bo {\displaystyle G} poljubna grupa. Potem je grupa, ki jo sestavlja samo njen nevtralni element, vedno podgrupa grupe {\displaystyle G}. Ker je trivialna, jo imenujemo trivialna podgrupa grupe {\displaystyle G}.
Če grupa {\displaystyle G} nima druge podgrupe kot trivialno in samo sebe, pravimo, da nima prave podgrupe.

## Lastnosti
Trivialna grupa je ciklična grupa reda {\displaystyle 1}, zato jo lahko označimo z {\displaystyle (\mathbb {Z} _{1},+)}. Če operacijo na grupi imenujo seštevanje, trivialna grupo ponavadi označimo z {\displaystyle 0.} Če operacijo na grupi imenujemo množenje, pa jo označimo z {\displaystyle 1}. Z združevanjem teh dveh operaciji na isti množici, dobimo trivialni kolobar, v katerem operaciji seštevanja in množenja ter elementa {\displaystyle 0} in {\displaystyle 1} sovpadajo.
V kategoriji grup je trivialna grupa začetni in končni objekt.